# Tkemali
Tkemali (gruzínské písmo ტყემალი) je sladkokyselá, mírně pálivá omáčka, pocházející z Gruzie. Připravuje se z alyči, což jsou plody myrobalánu, které se rozvaří, přepasírují a smíchají s utřeným česnekem a dalšími ingrediencemi (koriandr setý, polej obecná, kopr vonný, chilli papričky), dosolí se a dosladí podle chuti. Výsledkem je tmavě červená pasta, která se používá za studena jako příloha k zeleninovým i masitým pokrmům, například šašliku.